# Blanc-Sablon
Pour les articles homonymes, voir Blanc-Sablon (homonymie).
Blanc-Sablon est une municipalité située sur la rive de la Baie de Blanc-Sablon, dans le Détroit de Belle-Isle, MRC Le Golfe-du-Saint-Laurent, Côte-Nord, province de Québec, Canada.
La municipalité est constituée de la fusion des villages Lourdes-de-Blanc-Sablon, de Blanc-Sablon et de Brador.

## Toponymie
Les premiers explorateurs européens désignaient l'endroit blanc sablon en raison du sable fin qu'on y trouvait. Le vocable "sablon" signifie « sable » dans le vieux français. Il est possible que ce toponyme soit inspiré de l'anse des Blancs-Sablons, à Saint-Malo en Bretagne, ville natale de l'explorateur Jacques Cartier.

## Histoire

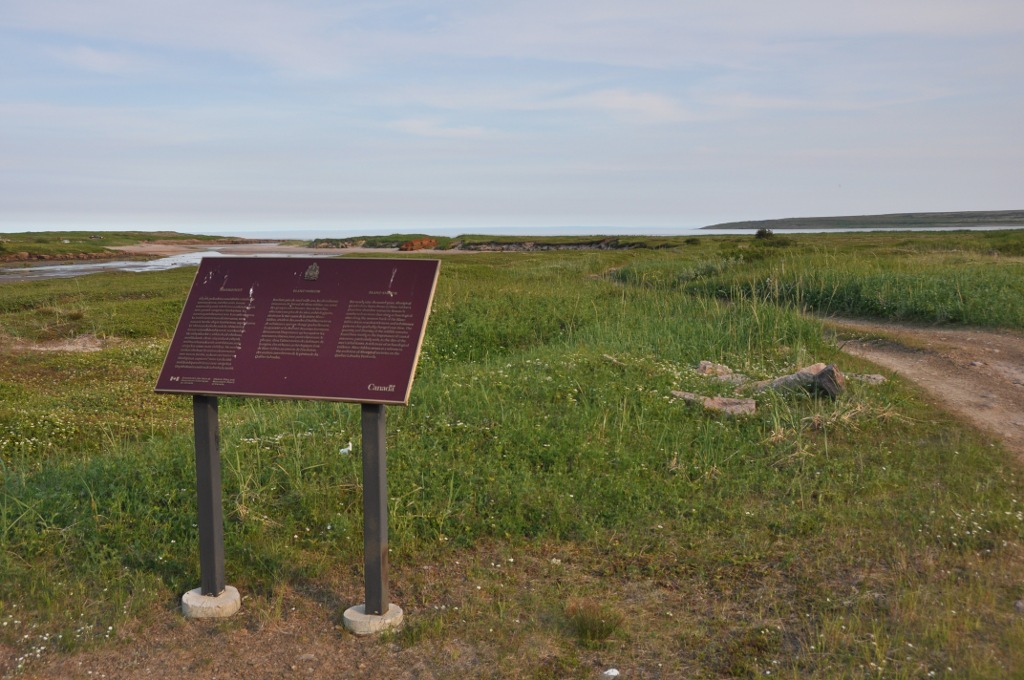
Site archéologique de Blanc-Sablon.

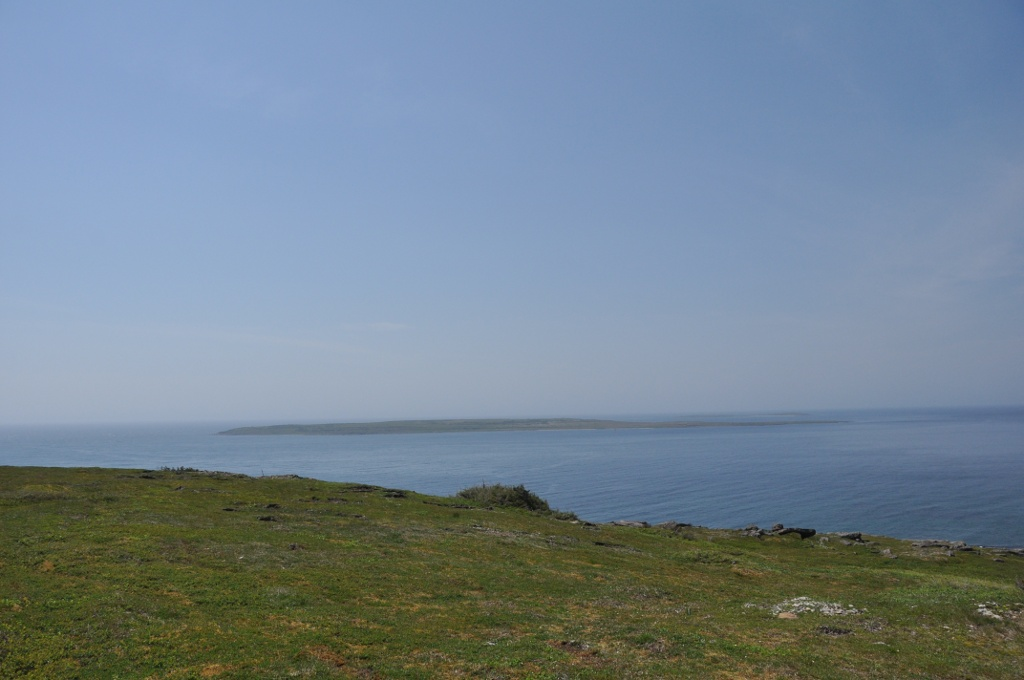
Site archéologique de l'île au Bois.

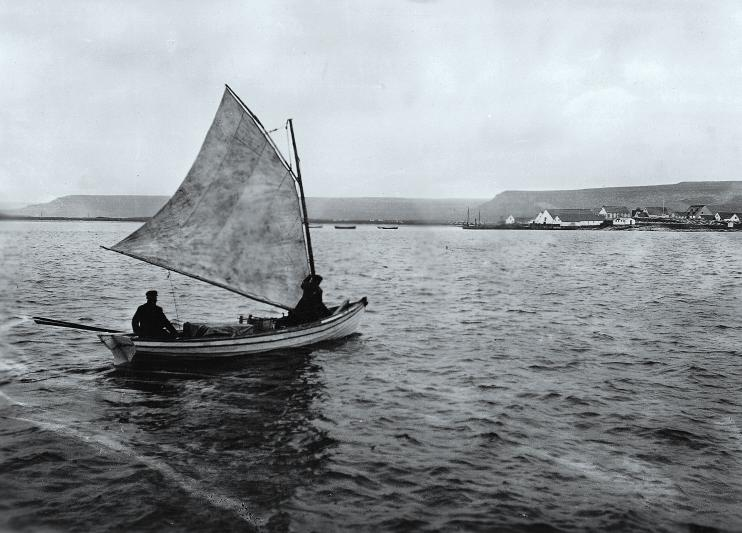
Blanc-Sablon en 1908.

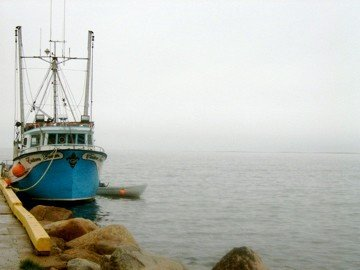
Un bateau de pêche de Blanc-Sablon.

### Préhistoire
Le site archéologique de Blanc-Sablon révèle la présence depuis 9 000 ans de diverses populations sur ce lieu historique. Des vestiges d'occupation du territoire par les Autochtones et les premiers Européens arrivés en Amérique, même avant Jacques Cartier. Les artefacts trouvés sur la soixantaine de sites archéologiques présents sur le territoire communal de Blanc-Sablon y compris l'île au Bois situé en face de Blanc-Sablon, permettent d'identifier la présence d'autochtones de la région subarctique et de celle de paléoesquimaux anciens.

### Les pêcheries des terres neuves
Les fouilles archéologiques qui se poursuivent attestent de la présence européenne dès le XVIe siècle. Jacques Cartier en mentionne le nom à plusieurs reprises durant son premier voyage en 1534.
Durant les XVIe et XVIIe siècles, des pêcheurs basques, bretons, normands et portugais fréquentent la région. Ils y pêchent la morue et y chassent la baleine. Ils y font sécher leurs pêcheries de morues et au dépeçage des baleines, avant de s'en retourner vers l'Europe. Ils ont des contacts avec les autochtones, Amérindiens et Inuits.

### Le fort Pontchartrain du Labrador
Le 17 octobre 1702, l'officier des troupes de marine, Augustin Le Gardeur de Courtemanche, obtenait du gouverneur de la Nouvelle-France, le sieur Louis-Hector de Callière et de l’intendant des armées navales, le sieur François de Beauharnois de La Chaussaye une concession au Labrador pour une durée de dix ans située sur la baie de Brador, sur la côte orientale de la baie du même nom, à sept kilomètres au nord du village de Blanc-Sablon en bordure du détroit de Belle-Isle. Il obtint le privilège de la pêche à la morue et de la baleine.
En 1704, Augustin Le Gardeur de Courtemanche, devenu propriétaire foncier de la Basse-Côte-Nord, érigea avec l'aide de son beau-fils François Martel de Brouague, le fort Pontchartrain dans la baie de Phélypeaux devenue la baie de Brador. Il s'agit d'un poste de traite fortifié qui protège la côte Nord-Est du détroit de Belle-Isle le long de la côte méridionale du Labrador. Ils baptisèrent ce fortin en l'honneur de Jérôme Phélypeaux de Pontchartrain qui était secrétaire d'État de la marine. Ce fort comprenait notamment des logements pour le personnel, une chapelle pour laquelle Le Gardeur de Courtemanche fait venir un prêtre qu’il installe dans son fort pour qu’il assure le service religieux des pêcheurs français de morue et de loup marin et des traiteurs Inuits. Dans les années 1970 et 1980, des archéologues exhumèrent ce qu’on croit être le fort Pontchartrain ; ils y découvrirent plusieurs artéfacts témoignant de la vie quotidienne dans un poste de traite français au XVIIIe siècle.
En 1714, le roi Louis XIV lui concédait la baie de Phélypeaux (baie de Brador) et le nommait commandant de la côte du Labrador et du fort Pontchartrain du Labrador.
En 1718, à sa mort, son beau-fils, François Martel de Brouague lui succédera comme commandant de la place forte. Ce poste fortifié était identifié sous les noms de « fort de Pontchartrain du Labardor » ou « fort de la baie de Phélypeaux ».

### Période contemporaine
Cependant, il faudra attendre au début du XIXe siècle pour voir des colons canadien-français et acadiens s'y établir en plus grand nombre. En 1858, la Mission de Longue Pointe de Blanc-Sablon est fondé. Elle prendra les noms de Lourdes-de-Blanc-Sablon et de Notre-Dame-de-Lourdes vers la fin du siècle. En 1884, un bureau de poste y est ouvert.
En 1963, le village est incorporé comme une partie de la municipalité de Côte-Nord-du-Golfe-du-Saint-Laurent. Le 1er janvier 1990, elle devient une municipalité à part entière.

## Géographie
La municipalité de Blanc-Sablon est située sur la côte-nord du golfe du Saint-Laurent, près de l'entrée du détroit de Belle Isle. Blanc-Sablon est à environ 800 km à l'est de Sept-Îles et à environ 2 230 km de Montréal (par la route). Elle est située entre les municipalités de Bonne-Espérance au Québec et L'Anse-au-Clair au Labrador.
Avec une population de 1 118 habitants, Blanc-Sablon est la municipalité la plus peuplée de la municipalité régionale de comté (MRC) Le Golfe-du-Saint-Laurent.
La municipalité est composée de trois villages, le bourg de Blanc-Sablon, et les villages de Brador et de Lourdes-de-Blanc-Sablon.
La municipalité compte trois rivières importantes : la rivière Brador se déversant dans la baie de Brador, la rivière Brador Est se déversant dans la baie de Brador et la rivière de Blanc-Sablon se déversant dans la Baie de Blanc-Sablon. Le promontoire qui sépare ces baies est dominé par le mont Parent, d'une élévation de cent mètres avec un sommet plat. Ce toponyme rend hommage à Martin Parent, un pêcheur local au milieu de XIXe siècle.
L'estuaire de la rivière Brador et de la rivière de Blanc-Sablon comporte une lagune, désignée barachois, séparée de la mer par un banc de sable ou de gravier. L'eau de mer y entre à marée haute.
Face au village de Blanc-Sablon, plusieurs îles parsèment le golfe, et aussi dans la baie de Brador, formant l'archipel de Blanc-Sablon, dont l'île au Bois, Longue, du Bassin et les îles aux Perroquets et l'île Greenly qui abritent le refuge d'oiseaux de la baie Brador.
La municipalité de Blanc-Sablon compte plusieurs pointes s'avançant dans le golfe du Saint-Laurent (énumérées d'est en ouest) : pointe Saint-Charles, pointe à Morel, pointe Lazy, pointe à la Chasse, pointe à la barque, cap Crow et pointe Jones.

### Localités
La municipalité de Blanc-Sablon comporte trois localités : le village de Blanc-Sablon (est), le village de Lourdes-de-Blanc-Sablon (centre) et le village de Brador (ouest).

### Village de Blanc-Sablon
Le village de Blanc-Sablon a été aménagé sur la baie de Blanc-Sablon. Il compte 116 habitants en 2016.

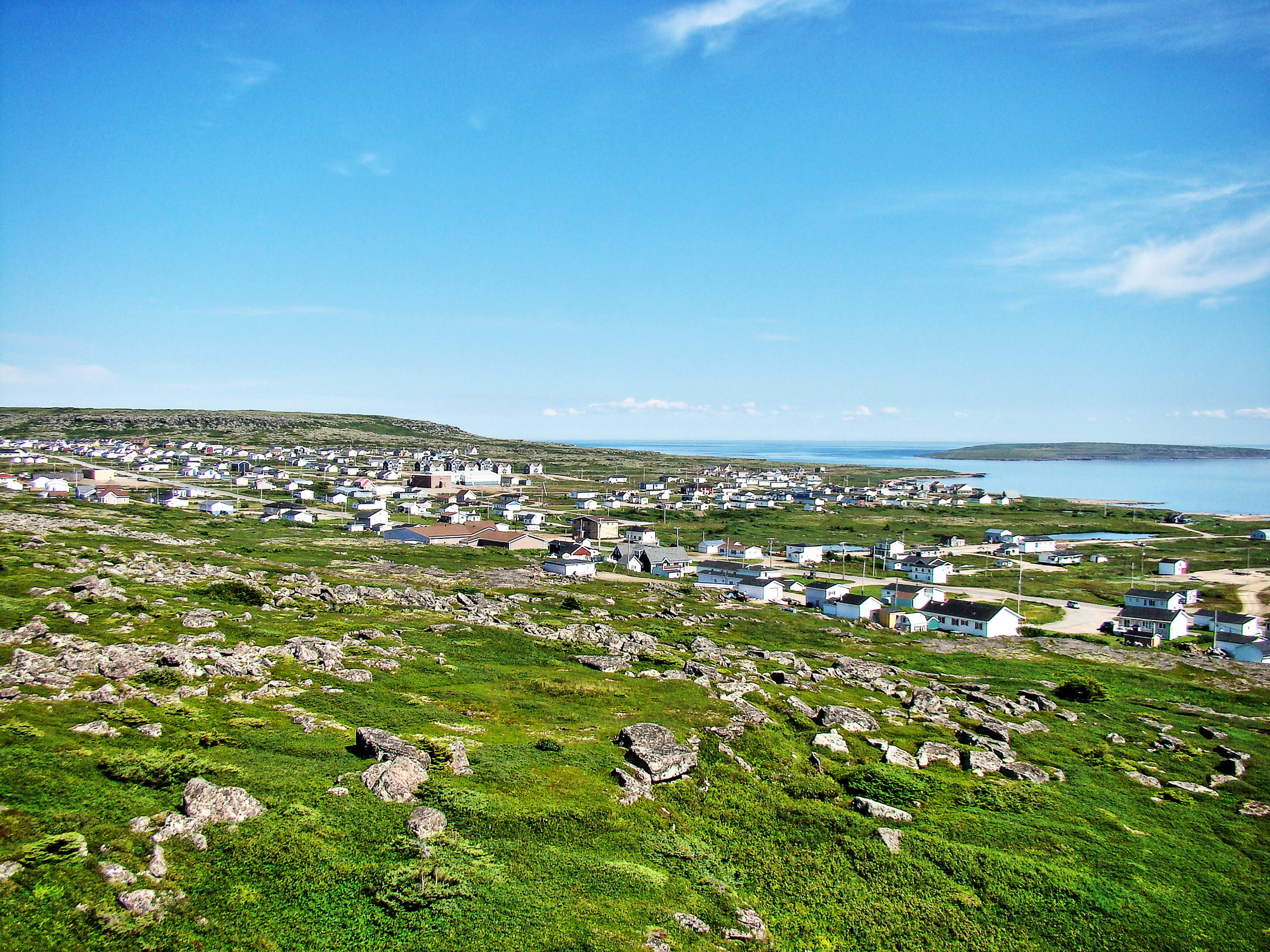
Péninsule de Lourdes-de-Blanc-Sablon.

#### Lourdes-de-Blanc-Sablon
Peuplée de près de 850 personnes, Lourdes-de-Blanc-Sablon est la plus grande communauté de la municipalité. Elle est située sur la péninsule qui sépare la baie de Brador de la baie de Blanc-Sablon. L'endroit est un promontoire originellement connu sous le nom de « Longue-Pointe ». L'hôpital de Blanc-Sablon est situé dans le village de Lourdes-de-Blanc-Sablon.

#### Brador
Brador se trouve sur la côte est de la baie de Brador, à sept kilomètres au nord du village de Lourdes-de-Blanc-Sablon. Il compte une centaine d'habitants. Connu au XVIIIe siècle sous le nom de Fort Pontchartrain, son nom actuel vient du nom Labrador. Le toponyme était alors décortiqué en La Brador. François Martel de Brouague, commandant du Roy pour le Labrador, désignait d'ailleurs l'endroit ainsi : « À la baye de Phélipeaux [Baie de Brador], coste de la Brador ».

### Fuseau horaire
À l'instar du reste de la Basse-Côte-Nord et malgré sa proximité avec le Labrador et Terre-Neuve, Blanc-Sablon vit à l'heure normale de l'Atlantique toute l'année,.

### Climat
| Mois                                  | jan.       | fév.       | mars       | avril     | mai        | juin      | jui.      | août      | sep.      | oct.       | nov.       | déc.       | année      |
| ------------------------------------- | ---------- | ---------- | ---------- | --------- | ---------- | --------- | --------- | --------- | --------- | ---------- | ---------- | ---------- | ---------- |
| Température minimale moyenne (°C)     | −16,6      | −16        | −11        | −4        | 0          | 4,4       | 8,6       | 9,4       | 5,5       | 1,1        | −4,5       | −11        | −3         |
| Température moyenne (°C)              | −11,8      | −11,3      | −6,4       | −1        | 3,8        | 8,6       | 12,7      | 13,5      | 9,4       | 4,6        | −1         | −7         | 1          |
| Température maximale moyenne (°C)     | −7,1       | −7         | −2,5       | 2,5       | 8          | 12,5      | 16,1      | 17,2      | 13,3      | 7,5        | 2,4        | −3,1       | 5          |
| Record de froid (°C) date du record   | −32,8 1971 | −34,1 1994 | −32,5 1986 | −23 1994  | −11,7 1972 | −3,6 1994 | 0 1987    | −0,8 1981 | −4,8 1982 | −10,6 1969 | −18,9 1992 | −30,6 1970 | −34,1 1994 |
| Record de chaleur (°C) date du record | 9,1 2006   | 8,3 1996   | 10,4 1979  | 19,2 1979 | 25 2005    | 27,1 2012 | 27,1 2007 | 28,1 2010 | 24,7 2003 | 21 2014    | 16,2 1996  | 11 2020    | 28,1 2010  |
| Ensoleillement (h)                    | 94         | 106,7      | 111,7      | 137,6     | 157,5      | 165,3     | 141,9     | 159       | 128,9     | 106,2      | 85,1       | 75,8       | 1 469,4    |
| Précipitations (mm)                   | 765        | 812        | 912        | 533       | 67,7       | 783       | 940       | 912       | 1 018     | 85         | 83,8       | 98,4       | 6 444      |
| dont neige (cm)                       | 85,4       | 75,7       | 68,6       | 29,1      | 7,4        | 0,66      | 0,02      | 0         | 0,03      | 6          | 26,9       | 75,5       | 375,3      |
| Nombre de jours avec précipitations   | 17,5       | 16,9       | 17         | 13,9      | 15,1       | 16        | 17,4      | 15,1      | 14,5      | 15,5       | 15,8       | 17,9       | 192,7      |
| Nombre de jours avec neige            | 16,5       | 15,9       | 15,1       | 8,7       | 2,9        | 0,32      | 0,04      | 0         | 0,04      | 2,3        | 8,6        | 15,6       | 86,1       |

| Diagramme climatique                                  |          |            |          |        |            |            |            |              |          |             |             |
| J                                                     | F        | M          | A        | M      | J          | J          | A          | S            | O        | N           | D           |
| −7,1−16,6765                                          | −7−16812 | −2,5−11912 | 2,5−4533 | 8067,7 | 12,54,4783 | 16,18,6940 | 17,29,4912 | 13,35,51 018 | 7,51,185 | 2,4−4,583,8 | −3,1−1198,4 |
| Moyennes : • Temp. maxi et mini °C • Précipitation mm |          |            |          |        |            |            |            |              |          |             |             |

## Accessibilité

### Traversiers
Étant à l'extrémité orientale de la Côte-Nord, Blanc-Sablon est desservi par une navette maritime reliant notamment Rimouski et Sept-Îles,. Cette liaison maritime, fournie par le navire Bella-Desgagné, est subventionnée par le gouvernement du Québec et dessert les localités le long de la rive nord du golfe du Saint-Laurent: Blanc-Sablon, Saint-Augustin (Le Golfe-du-Saint-Laurent), La Tabatière, Tête-à-la-Baleine, Harrington Harbour, La Romaine (village), Kegaska, Port-Menier (L'Île-d'Anticosti). Blanc-Sablon est également le terminus nord d'un service de traversier à travers le détroit de Belle-Isle entre l'île de Terre-Neuve et le Labrador qui est la partie continentale de la province de Terre-Neuve-et-Labrador. Ce service est subventionné entièrement par le gouvernement de Terre-Neuve-et-Labrador et se connecte avec un terminus sud à Sainte-Barbe, dans la baie de Sainte-Barbe à Terre-Neuve-et-Labrador. Ce service de traversier est en opération de mars à janvier. La distance est de 28 km.

### Accès routier
Route 138

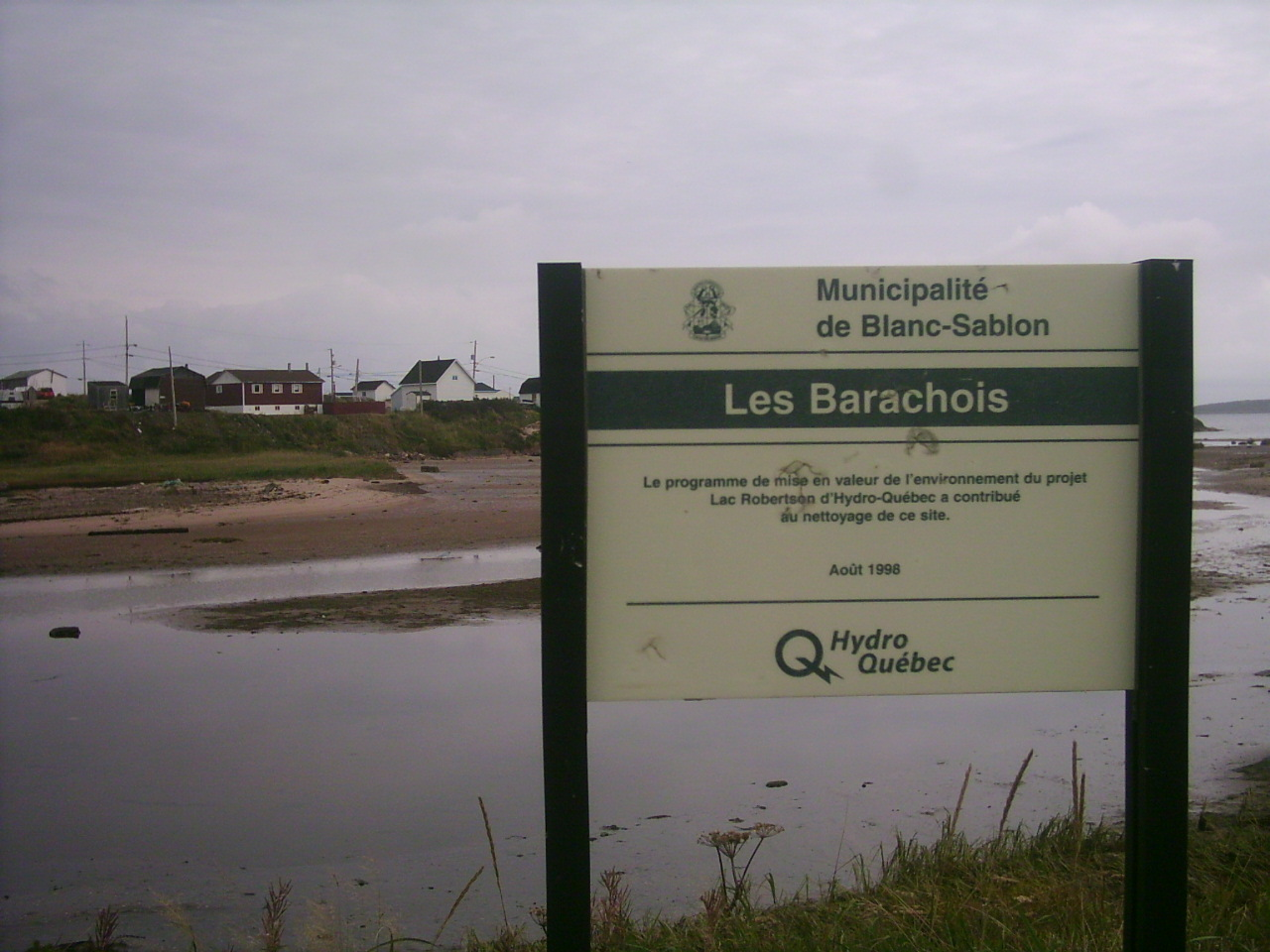
Les Barachois à Blanc-Sablon.

Jusqu'à maintenant, la municipalité de Blanc-Sablon reste inaccessible directement au reste du réseau routier du Québec. Provenant de l'ouest, la Route 138 est construite jusqu'au village de Kegaska; puis un autre segment de 69 km de route repart du village de Vieux-Fort jusqu'à Blanc-Sablon. Un tronçon de la route 138 d'environ 330 à 350 km (selon le tracé) est requis entre Kegaska et Vieux-Fort.
Pour relier le reste du Québec, à partir de Blanc-Sablon, il est possible d'emprunter sur 1 128 km la Translabradorienne via la route 510 qui relie Wabush à la limite du Labrador et du Québec; puis la route 389 de 594 km relie Wabush et Baie-Comeau au Québec, en passant du côté Est du réservoir Manicouagan. Ce trajet par le nord (entre Baie-Comeau et Blanc-Sablon) est de 1 722 km. Tandis que le trajet entre Baie-Comeau et Kegaska est de 648 km, par la route. Une fois la Route 138 complétée, la distance routière entre Baie-Comeau et Blanc-Sablon est estimée à entre 1045 à 1 067 km; diminuant ainsi la distance d'environ 38%. Annuellement, le gouvernement du Québec investit pour le prolongement de la Route 138 vers Blanc-Sablon.
Services de traversiers
Pour se rendre à Blanc-Sablon à partir de Sept-Îles, il faut prendre la route 138 jusqu'à Pointe-Parent, tout juste à l'est de Natashquan). De là, quiconque ne désirant pas prendre d'avion pour l'aéroport Lourdes-de-Blanc-Sablon (YBX) doit embarquer sur un navire du Relais Nordik pour une nuit et deux jours, passant par les communautés isolées de Kégaska, La Romaine (village), Harrington Harbour, Tête-à-la-Baleine, La Tabatière (Gros-Mécatina) et Saint-Augustin.
Blanc-Sablon est également accessible par un service aérien régulier par l'aéroport Lourdes-de-Blanc-Sablon.

## Réserve ornithologique
Plusieurs îles de Blanc-Sablon sont des réserves ornithologiques et des lieux de vie pour les oiseaux migrateurs. Elles constituent une zone importante pour la conservation des oiseaux (ZICO de la Baie de Brador). Ces îles sont situées à l'ouest de la municipalité sur la baie de Brador. La baie de Brador comprend plusieurs îles et îlots, notamment, pour les trois plus importantes, l'île du Bassin, l'île aux Perroquets et l'île Verte/île Greenly, ces deux dernières îles étant des sanctuaires pour le refuge d'oiseaux de la baie Brador. On y trouve la grande colonie de Macareux moines du Québec.

## Démographie
| 1991  | 1996  | 2001  | 2006  | 2011  | 2016  | 2021  |
| ----- | ----- | ----- | ----- | ----- | ----- | ----- |
| 1 211 | 1 248 | 1 201 | 1 263 | 1 118 | 1 112 | 1 122 |

## Administration
Les élections municipales se font en bloc pour le maire et les six conseillers.
| Blanc-Sablon Maires depuis 2002                                                                                      |                   |                     |          |
| Élection | Maire             | Qualité             | Résultat |
| 2002 | Alexandre Dumas   |                     | Voir     |
| 2005 | Armand Joncas     |                     | Voir     |
| 2009 | Anthony Dumas     |                     | Voir     |
| 2013 | Armand Joncas (2) |                     | Voir     |
| 2017 | Wanda Beaudoin    | Décédée en fonction | Voir     |
| juin 2021 | Vacant            |                     |          |
| 2021 | Vacant            | Aucune candidature  | Voir     |
| nov. 2021 | Gabrielle Landry  |                     | Voir     |
| août 2022 | Colin Shattler    | Intérim             | Voir     |
| sept. 2022 | Andrew Etheridge  |                     | Voir     |
| aut. 2023 | Jarvin Joncas     | Intérim             | Voir     |
| déc. 2023 | Colin Shattler    |                     | Voir     |
| Élection partielle en italique Depuis 2005, les élections sont simultanées dans toutes les municipalités québécoises |                   |                     |          |

## Éducation
La Commission scolaire du Littoral administre les écoles :
- Mgr-Scheffer School (francophone et anglophone) à Lourdes-de-Blanc-Sablon ;
- St-Theresa (aux adultes) à Blanc-Sablon.